# 圣富瓦德佩罗利耶尔
圣富瓦-德佩罗利耶尔（法語：Sainte-Foy-de-Peyrolières，法語發音：[sɛ̃t fwa də peʁɔljɛʁ]）是法国上加龙省的一个市镇，属于米雷区。

## 地理
圣富瓦-德佩罗利耶尔（43°29'35"N, 1°8'42"E）面积38.02 平方千米，位于法国奧克西塔尼大區上加龙省，该省份为法国西南部内陆省份，西南端与西班牙接壤，自此顺时针与上比利牛斯省、热尔省、塔恩-加龙省、塔恩省、奥德省和阿列日省接壤。
与圣富瓦-德佩罗利耶尔接壤的市镇（或旧市镇、城区）包括：赛盖德、博福尔、布拉盖拉克、康贝尔纳、普沙拉梅、里约姆、萨博内尔、滨河圣克拉尔、圣利斯、圣托马。
圣富瓦-德佩罗利耶尔的时区为UTC+01:00、UTC+02:00（夏令时）。

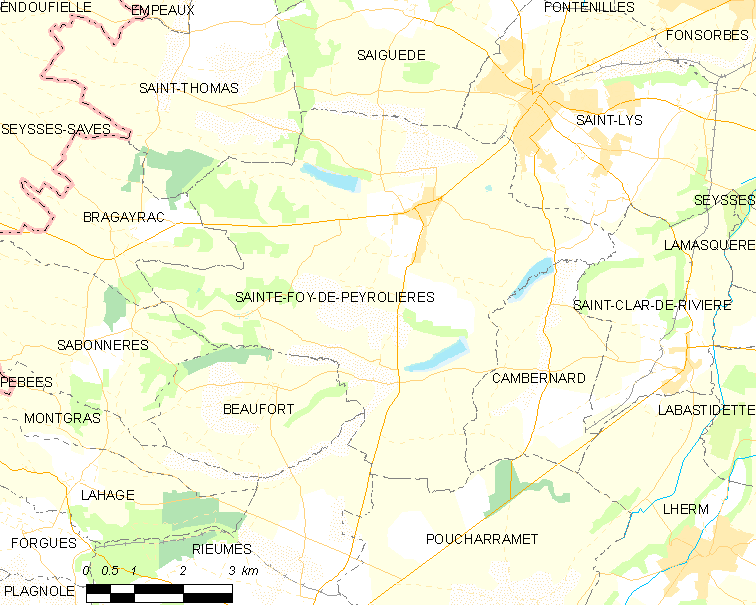
圣富瓦-德佩罗利耶尔的OSM定位图

## 行政
圣富瓦-德佩罗利耶尔的邮政编码为31470，INSEE市镇编码为31481。

## 政治
圣富瓦-德佩罗利耶尔所属的省级选区为卡泽尔县。

## 人口

1962-2008年间圣富瓦-德佩罗利耶尔人口变化图示

圣富瓦-德佩罗利耶尔于2022年1月1日时的人口数量为2093人。